# Гваделупа
Гваделу́па (фр. Guadeloupe, ант. креол. Gwadloup) — заморський департамент Франції у Вест-Індії. Складається з двох головних островів Гранд-Терр (Grande-Terre — «Велика земля») і Бас-Тер (Basse Terre — «Низовинна земля»), менших островів Марі-Галан, Ля-Десірад і Іль-де-Санте. 22 лютого 2007 року острови Сен-Мартен і Сен-Бартелемі були виділені в окремі адміністративні одиниці.
Економіка базується на сільському господарстві, головною культурою є цукрова тростина.

## Загальний огляд
- Столиця: Бас-Тер на південному заході острова Бас-Тер (16° 00' пн. ш., 61° 43' зх. д.).
- Площа: 1649,6 км², з них острів Гваделупа 1438 км² (з яких на острів Бас-Тер доводиться 848 км², на Гранд-Тер 590 км²), Марі-Галан 160 км², Ля-Десірад 22 км². Два найбільші острови архіпелагу: Ле-Сент — Терр-де-Ба — 9 км² і Терр-де-О — 5 км².
- Розташована у групі Навітряних островів.
- Населення: 405,5 тис. осіб (станом на 1 січня 2008 р.), з них 95,8 % проживає на острові Гваделупа (49,1 % на о. Гранд-Терр і 46,7 % на о. Бас-Тер), 3,1 % на Марі-Галан, 0,5 % на Терр-де-О, 0,4 % на Дезірад, 0,3 % на Терр-де-Ба.
- Основні народи: креоли, що розмовляють діалектом креольської мови, 74,1 %, змішані з європейцями креоли 19,6 %, креоли з Гаїті 2,6 %, французи 1,9 %, таміли-індійці 0,9 %.
- Державна мова: французька (значно поширені креольські мови).
- Державний устрій — парламентська республіка.
- Очільник держави — президент, що обирається терміном на 5 років (з 16 травня 2017 року — Емманюель Макрон).
- Голова адміністрації — префект, призначений президентом за поданням міністра внутрішніх справ Франції; місцевими питаннями виконавчої та законодавчої влади займаються Регіональна Рада та Генеральна Рада.
- Представництво в парламенті Франції — 4 депутати в Національної Асамблеї та 3 сенатори в Сенаті Французької Республіки;
- Телефонний код 8-10-590.
- Грошова одиниця: євро (позначення €, або EUR за стандартом ISO[2]).

## Історія
Гваделупа була заселена з 300 р. до н. е. індіанським народом араваків, які займалися риболовлею і сільським господарством. Згодом острів заселили кариби, які вигнали більшу частину араваків у VIII столітті й назвали острів Карукера, що означало Острів прекрасних вод.
Під час другої подорожі в Америку Христофор Колумб став першим європейцем, який ступив на Гваделупу 14 листопада 1493 року. Він назвав її Санта-Марія Гваделупська Естремадурська на честь іспанського монастиря.
Французи заволоділи островом в 1635 році й винищили безліч карибів. Острів був оголошений власністю французької корони в 1674 році.
У 1674 році Гваделупа офіційно була оголошена колонією Франції. У 1666, 1691 та в 1703 роках острів неодноразово намагалися захопити англійці. В 1759 їм навіть це вдалося, але згідно з Паризьким мирним договором 1763 року Гваделупу повернули Франції.
У 1794 році, намагаючись скористатися революційними подіями у Франції, Англія знову намагалася захопити острів і навіть утримували його з 21 квітня по 2 червня. Французи відвоювали острів під командуванням комісара Конвенту Віктора Юга, який скасував рабство й озброїв їх. Таким чином вдалося вигнати англійців та рабовласників, які контролювали плантації цукрової тростини.  
До 1802 року Гваделупа фактично залишалася незалежною державою, але коли знову виникла загроза вторгнення англійців, Наполеон I надіслав на острів війська і відновив рабство. Окупаційні сили винищили при встановлені свого порядку близько 10 тисяч корінних мешканців. У 1805 році на острові було введено французький громадянський кодекс. Рабство на острові було скасовано повністю в 1848 році. 
У 1946 році статус острова змінився на заморський департамент Франції.

## Адміністративно-територіальний поділ
Французький департамент Гваделупа нині складається з двох округів:
- Бас-Тер, до складу якого входять 17 кантонів і 18 комун. Чисельність населення округу Бас-Тер — 189 529 осіб (станом на 2006 рік).
- Пуент-а-Пітр, до складу якого входять 23 кантони і 14 комун. Чисельність населення округу Пуент-а-Пітр — 211 207 осіб (станом на 2006 рік).

До складу Гваделупи входив і ще один, третій округ — Сен-Мартен-Сен-Бартельмі, що складається з 3 кантонів і 2 комун, з числом жителів у 35 930 осіб (станом на 2006 рік). Однак 22 лютого 2007 року цей округ проголосував за вихід зі складу Гваделупи.

## Географія
Острів Гваделупа складається з двох приблизно рівних за площею частин, розділених вузькою протокою. Західна частина — Бас-Тер — в перекладі з французької означає «нижня» або «низька земля». Проте всупереч цій назві Бас-Тер гористий, складається з вулканічних порід; на ньому розташований активний вулкан Суфрієр (1467 м) — найвища точка Малих Антильських островів. Гранд-Терр є, навпаки, плато висотою лише до 130 м, складається з вапняків і вулканічних туфів. Гваделупа вельми сейсмічна, особливо Бас-Тер. Острів бідний на корисні копалини — є лише сировина для виробництва будматеріалів і сірка.

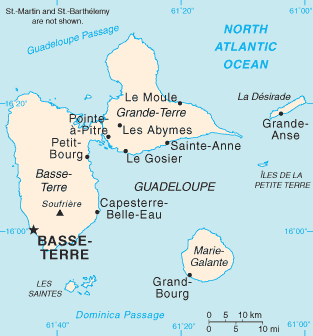
Мапа архіпелагу Гваделупа
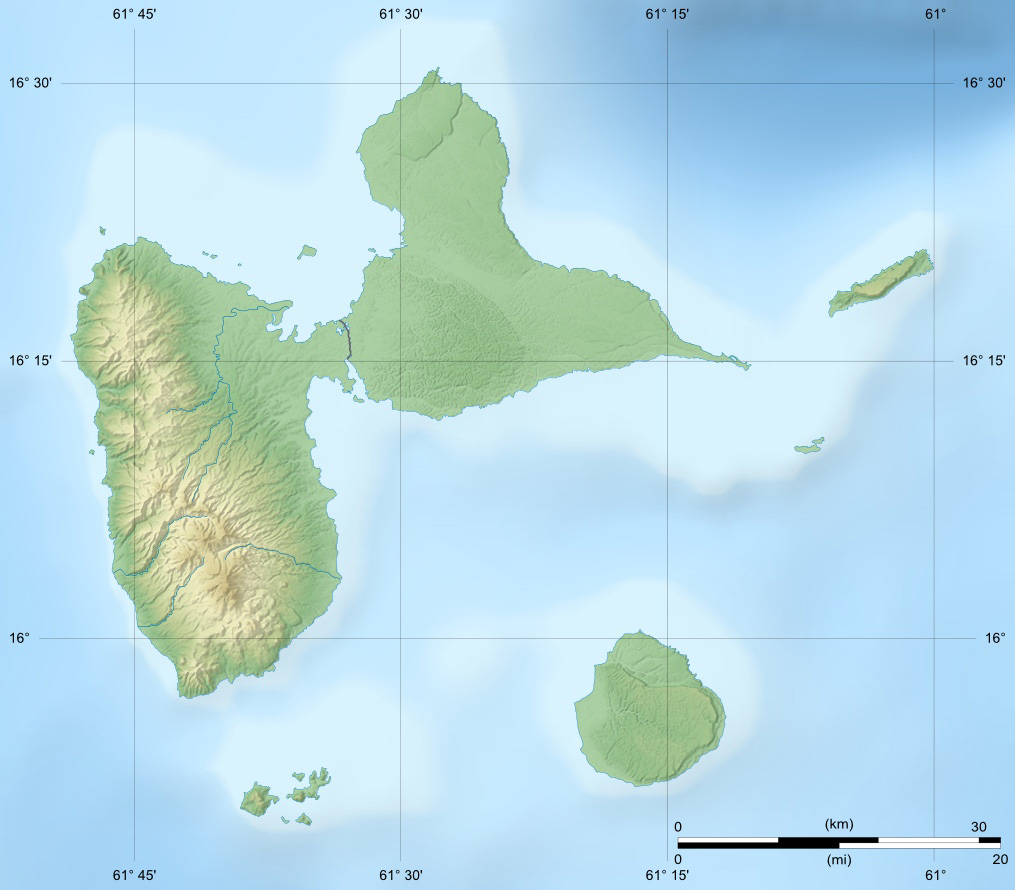
Фізична карта Гваделупи

Клімат Гваделупи — тропічний пасатний. Характерні рівні температури (24—27 °C) і значне зволоження (1500—2000 мм опадів на рік). Дощовий сезон триває з липня по листопад. Іноді на острів в цей час обрушуються тропічні урагани. Попри рясні опади, на Гранд-Тері дуже мало постійних річок, бо вода йде в тріщини у вапняку, зате на гористому Бас-Тері річки численні й мають швидку течію. Дощову воду на острові збирають у резервуари.
Гори Бас-Тера покриті вологими лісами. За колоніальний період вони сильно порідшали від вирубок, але, втім, продовжується заготівля лісу на експорт. На Гранд-Тері ліси вже майже повністю вирубані.
Тваринний світ Гваделупи бідний і представлений в основному птахами, ящірками та дрібними гризунами. У 1880 році на Гваделупу були завезені мангусти — для знищення щурів, котрі псували посадки цукрового очерету. Мангусти швидко розмножилися, знищили більшу частину щурів, але водночас завдали великої шкоди фауні острова — птахам і дрібним тваринам.
Морські води навколо Гваделупи багаті рибою, ракоподібними та молюсками.

## Населення

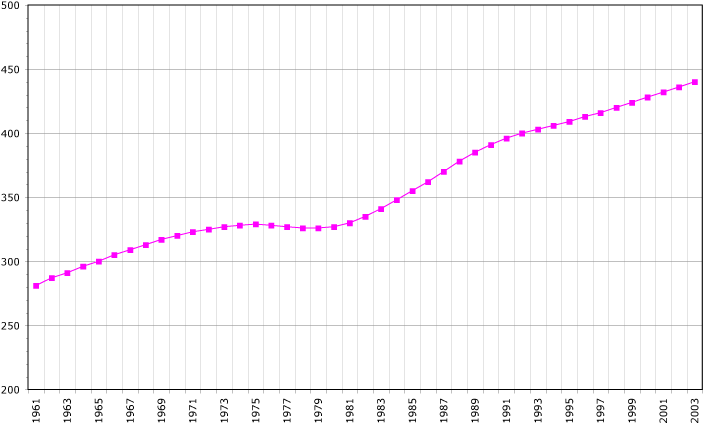
Зміна чисельності населення
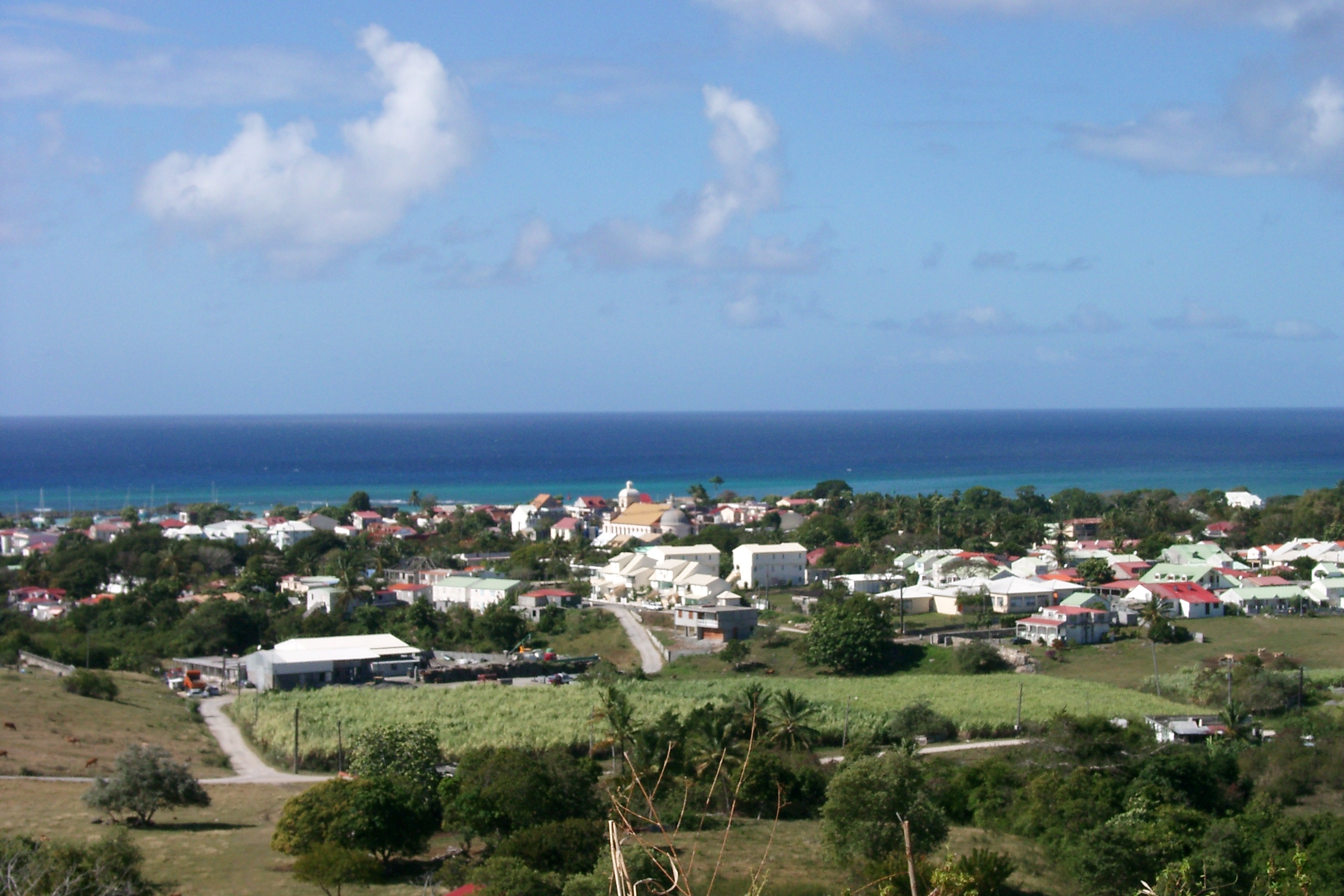
Ґранд-Бур — головне місто на острові Марі-Ґалан, Гваделупа
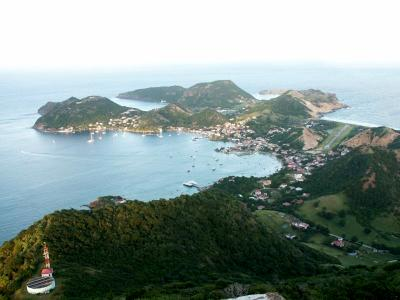
Острів Іль-де-Санте, Гваделупа

| Рік       | 1664   | 1789    | 1879    | 1961    | 1967    | 1974    | 1982    | 1990    | 1999    | 2006    | 2010    |
| Населення | 11 437 | 106 593 | 174 231 | 276 545 | 305 312 | 315 848 | 317 269 | 353 431 | 386 566 | 400 736 | 403 355 |